# Stiven Rivić
Stiven Rivić (Pola, 9 agosto 1985) è un ex calciatore croato, di ruolo centrocampista.